# Yamaha FG 150

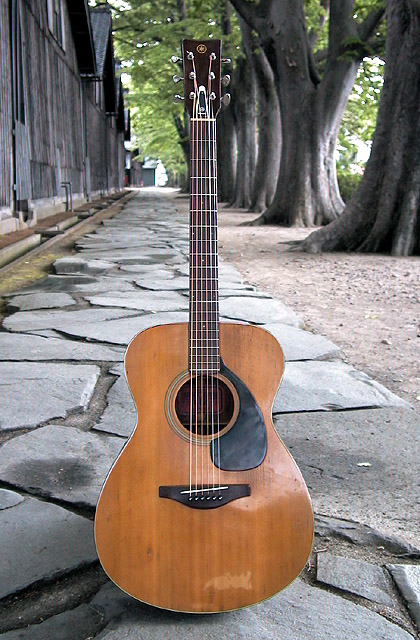
Yamaha Red Label von 1969

Die Yamaha FG 150 ist ein Akustikgitarren-Modell, das in den Jahren 1968 bis 1973 von der japanischen Firma Nippon Gakki für Yamaha produziert wurde.
Das Modell besitzt eine Decke aus massivem Fichtenholz, der Korpus und der Hals bestehen aus Mahagoni. Das Griffbrett besteht aus Palisander mit einfachen Punkten als Markierung. Auffällig an der ansonsten eher schlichten Gitarre ist ein orangefarbener Aufkleber im Innern des Korpus, der Typ und Modellbezeichnung zeigt. Die Form der Gitarre ist der Martin OM-14 nachempfunden; einer kleinen Gitarre, die hauptsächlich von Folk-Musikern benutzt wurde. Folgerichtig stellte die Bezeichnung „FG“ eine Abkürzung für „Folk Guitar“ dar; die Zahl 150 bezeichnet das Modell.
Obwohl die Yamaha FG 150 eher als günstige Mittelklassegitarre für Anfänger und Hobbymusiker gedacht war, erlangte sie im Jahr 1969 weltweite Berühmtheit durch das Woodstock-Festival. Im Backstage-Bereich der Festivalbühne befand sich zufällig ein Exemplar, das von verschiedenen der auftretenden Musiker zum Aufwärmen vor ihrem Auftritt benutzt wurde. Legendär wurde der spontane Auftritt des Musikers Country Joe, der unverhofft auf die Bühne geschickt wurde, um eine Umbaupause zu überbrücken. Da Country Joe kein Instrument zur Hand hatte nahm man die Yamaha, band ein Seil als improvisierten Tragegurt um die Gitarre und schubste den überraschten Musiker auf die Bühne. Das von ihm unvorbereitet gespielte Lied „I-Feel-Like-I’m-Fixin’-to-Die Rag“ ist auf dem Woodstock-Album und dem Woodstock-Film zum Festival zu hören.